# Salamanca
Salamanca (latinsky  Salmantica; francouzsky Salamanque) je univerzitní město ve Španělsku. Je hlavním městem stejnojmenné provincie a součástí autonomního společenství Kastilie a León. Leží 175 km západně od Madridu na řece Tormes. V roce 2019 zde žilo přes 144 000 obyvatel a patřila tak mezi 50 největších španělských měst. Dnes je kulturním a turistickým centrem, největší rozkvět však zažila v 16. století.

## Dějiny, kultura a univerzita

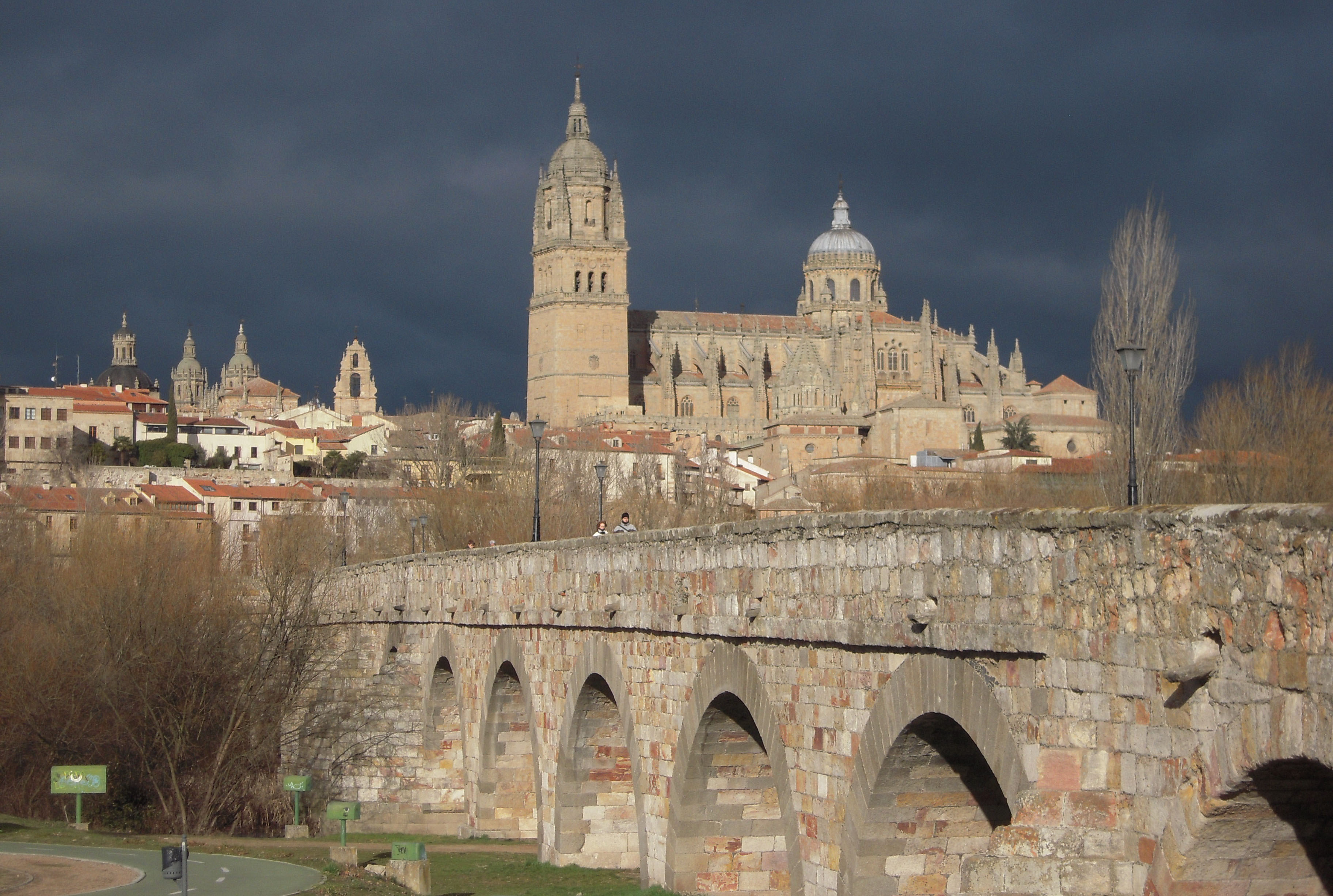
Katedrála

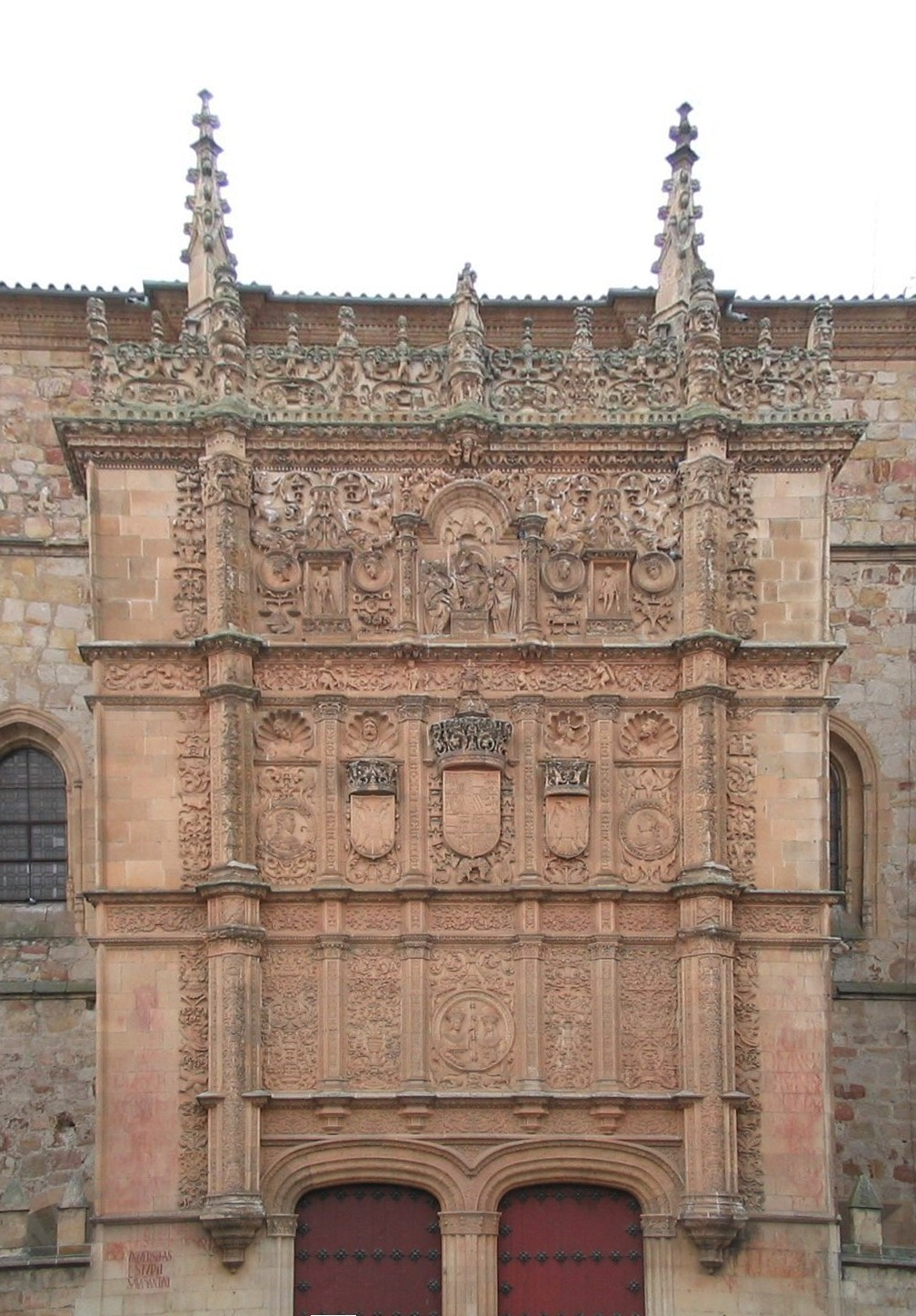
Univerzita v Salamance

Město bylo založeno v době Římské říše; tehdy se nazývalo Salmantica či Helmantica. Postupně se vyvinulo v důležitou obchodní křižovatku. Od roku 589 zde sídlilo biskupství. Mezi lety 712 a 939 byla pod nadvládou Maurů. Po znovudobytí, zejména v 11. století, se sem stěhovalo nové obyvatelstvo z mnoha částí poloostrova.
V roce 1218 byla výnosem Alfonse IX. Leónského zřízena zdejší univerzita, která je jednou z nejstarších v Evropě a nejstarší funkční univerzitou ve Španělsku (o něco starší univerzita v Palencii fungovala necelé půlstoletí). Se zdejší univerzitou jsou spojena jména osobností jako byli Elio Antonio de Nebrija, Luis de León, Francisco de Vitoria, Miguel de Unamuno (rektor na počátku 20. století) a další. Mezi studenty byl i Jan od Kříže, dále Hernán Cortés, než odjel dobývat Mexiko a na svou cestu se zde připravoval i Kryštof Kolumbus.
Největšího rozkvětu město dosáhlo v 16. století, kdy byl vystavěn také zdejší chrám a klášter sv. Štěpána (San Esteban). Tehdy prožila nejslavnější období zdejší univerzita, na níž se kolem roku 1580 ročně zapisovalo 6 500 studentů; v celém městě žilo 24 000 lidí. V 17. století ovšem stejně jako v celé Staré Kastilii nastal citelný úpadek. Během této doby bylo však vybudováno mj. monumentální náměstí Plaza Mayor.
Ve španělské válce za nezávislost porazila v bitvě u Salamanky 22. července 1812 britsko-portugalská aliance francouzskou armádu. Během represí provázejících restauraci absolutismu byla univerzita zavřena a po znovuotevření už nedosáhla svého výsadního postavení; podobně samotná Salamanca se při územní reformě roku 1833 stala řadovým provinčním městem. Roku 1877 dorazila do města železnice.
Během občanské války bylo město opěrným bodem frankistů. Dodnes zde sídlí Archiv španělské občanské války.
Historické centrum města patří od roku 1985 k památkám Světového dědictví UNESCO. V roce 2002 obdržela titul Evropské město kultury. Salamanca se jako jedno z nemnoha větších španělských měst potýká s úbytkem a zejména stárnutím obyvatelstva.

### Výuka španělštiny
Oblast Castilla y León, ve které město leží, je proslulá jako kolébka španělštiny. I v současnosti se zde používá nejčistší španělština téměř bez přízvuku. Toho využívají jazykové školy, které zde soustředí výuku španělštiny jako cizího jazyka. Ve městě tak potkáte mnoho studentů (téměř jakéhokoliv věku) z celého světa, kteří sem přijeli kvůli jazyku.

### Památky
- Casa de los Abarca, goticko-renesanční palác z 16. století, od roku 1946 zde sídlí muzeum
- Kostel svatého Ducha, původně klášterní kostel řádu svatojakubských rytířů
- Stará katedrála (Catedral de Santa María,catedral primada de España, catedral Vieja) se začala stavět v první třetině 12. století. Na výzdobě retáblu hlavního oltáře se podílel například Mikuláš Florentský, který namaloval scénu Ježíš Kristus na cestě do Emauz. [2]
- Nová katedrála

## Hospodářství a doprava
Salamanca je odkázána především na silniční dopravu. Rychlostní komunikace (autovías) vedou ve směrech do měst Ávila, Valladolid, Zamora, Cáceres a na hranici s Portugalskem. Železnice byla značně zredukována: po zrušení železnice v trase Vía de La Plata a odbočky na Porto zbyly tratě na Madrid a Medinu del Campo, obsluhované zejména regionálními vlaky, a trať do portugalské Guardy s jedním spojem denně. Význam zdejšího letiště je jen okrajový. Městskou dopravu zajišťují pouze autobusy.

## Osobnosti
- Alfons XI. Kastilský (1311–1350), kastilský král
- Vicente del Bosque (* 1950), bývalý fotbalista, trenér
- Tomás Bretón (1850–1923), hudební skladatel
- Juan del Encina (1469–1529), renesanční básník a dramatik
- José María Gil-Robles (1898–1980), politik a právník
- Emilio Alarcos Llorach (1922–1998), jazykovědec, literární kritik a spisovatel
- Yann Martel (* 1963), kanadský spisovatel
- Francisco Vásquez de Coronado (1510–1554), conquistador
- Abraham Zacuto (1452–1515), židovský rabín a historik

Kromě rodáků patří mezi osobnosti města také množství postav spjatých zejména se zdejší univerzitou (viz výše).

## Partnerská města
- Bruggy, Belgie
- Buenos Aires, Argentina
- Coimbra, Portugalsko
- Gijón, Španělsko
- Las Palmas de Gran Canaria, Španělsko
- Nîmes, Francie
- Würzburg, Německo